# Wisielec (formacja świecowa)

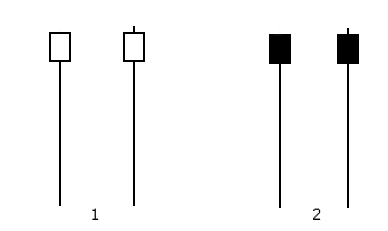
1. Młot lub wisielec z ceną zamknięcia powyżej ceny otwarcia.
2. Młot lub wisielec z ceną zamknięcia poniżej ceny otwarcia.

Wisielec (formacja wisielca) – formacja świecowa występująca w japońskich wykresach świecowych składającą się z jednej świecy, posiadająca długi dolny cień przy cenie zamknięcia bliskiej lub takiej samej co cena maksymalna. Formacja jest ważna kiedy następuje po zwyżce, wisielec może zapowiadać wtedy odwrócenie trendu.

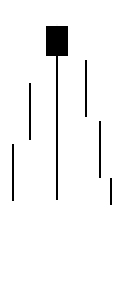
Formacja wisielca.

Wisielec z uwagi na długi dolny cień wydaje się optymistycznym sygnałem charakterystycznym dla formacji młota, niemniej w trendzie zwyżkującym oznacza niepewność na rynku, co dodatkowo może potwierdzić mały korpus świecy.
Analogiczną formacją przy trendzie zniżkującym jest młot.